# Franciszek Bohomolec

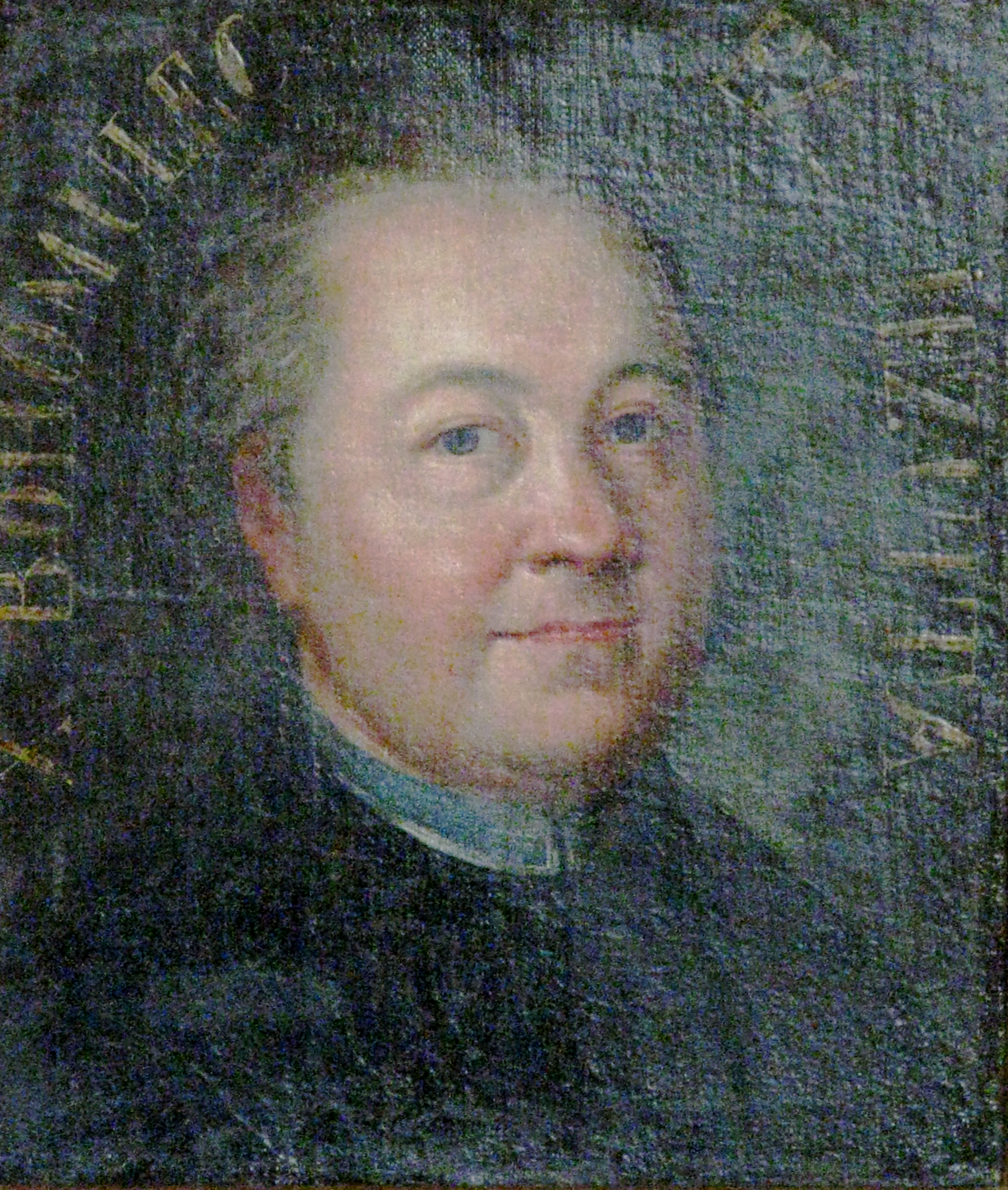
Franciszek Bohomolec, bức tranh thế kỷ 18, chưa xác định được danh tính của người vẽ

Franciszek Bohomolec, người nhận phù hiệu áo giáp Bogoria, (sinh ngày 29 tháng 1 năm 1720 – mất ngày 24 tháng 4 năm 1784) là một nhà viết kịch, nhà ngôn ngữ học và nhà cải cách sân khấu người Ba Lan. Ông là một trong những nhà viết kịch chính của Thời kỳ Khai Sáng ở Ba Lan.
Sau khi hoàn thành chương trình học để nhận chức linh mục Dòng Tên ở Rome, Bohomolec dạy học ở Warsaw và bắt đầu chuyển thể các vở hài kịch của Carlo Goldoni và Molière cho các học trò của ông biểu diễn. Những tác phẩm ban đầu của ông châm biếm sự ngu dốt và điên rồ của tầng lớp quý tộc Ba Lan. Những vở kịch sau này của ông chạm đến đông đảo công chúng hơn. Các vở sau này bao gồm Małżeństwo z kalendarza ("Chọn ngày đám cưới", 1766), tác phẩm này chế giễu sự ngu dốt và mê tín, thường được xem là tác phẩm hay nhất của ông, và Czary ("Ma thuật", 1775), cũng châm biếm sự mê tín. Vở kịch Pan dobry ("Vị Chúa tốt", 1767) là một bình luận xã hội về mối quan hệ giữa tầng lớp nông dân và tầng lớp quý tộc.
Trong 20 năm cuối đời, Bohomolec làm biên tập viên cho tạp chí Monitor. Tạp chí này đã đóng góp rất nhiều vào Thời kỳ Khai Sáng ở Ba Lan. Tạp chí Monitor được mô phỏng theo các tạp chí tiếng Anh nổi tiếng là The Tatler và The Spectator. Đây là một trong những tạp chí định kỳ hiện đại đầu tiên ở Ba Lan. Các tác phẩm của Bohomolec bằng tiếng Latinh bao gồm một nghiên cứu về ngôn ngữ thông tục của Ba Lan.